# Club Baloncesto Bahía San Agustín
O Club Baloncesto Bahía San Agustín também conhecido por Iberostar Palma é um clube profissional de basquetebol da localidade de El Arenal em Palma de Mallorca, Ilhas Baleares, Espanha que atualmente disputa a Liga Ouro.
Manda seus jogos no Polideportivo Son Moix com capacidade para 3800 espectadores.

## Nomes de Patrocinadores
- Palma Playa Park: 2006–2009
- Palma Bàsquet: 2009–2010
- Platja de Palma: 2010–2012
- Palma Air Europa: 2012–2017[1]
- Iberostar Palma (2017-18)
- Iberojet Palma (2018-19)
- B the travel brand Palma (2019-20)[2]
- Palmer Alma Mediterránea Palma (2020-2021)[3]

## Uniforme
| Casa | Visitante |

## Temporada por Temporada
| Temporada | Nível | Divisão   | Pos. | Pós Temporada          | TR    | PL  |
| --------- | ----- | --------- | ---- | ---------------------- | ----- | --- |
| 2006–07   | 4     | Liga EBA  | 12   | –                      | 7–19  | –   |
| 2007–08   | 5     | Liga EBA  | 3    | Playoffs de Promoção8º | 12–16 | 2–1 |
| 2008–09   | 5     | Liga EBA  | 2    | Playoffs de Promoção7º | 23–7  | 2–1 |
| 2009–10   | 4     | Liga EBA  | 3    | Semifinalista16º       | 18–8  | 2–2 |
| 2010–11   | 4     | Liga EBA  | 1    | Promovido2º            | 24–2  | 3–1 |
| 2011–12   | 4     | Liga EBA  | 1    | Promovido2º            | 17–5  | 3–1 |
| 2012–13   | 3     | LEB Prata | 2    | Promovido              | 11–9  | 7–3 |
| 2013–14   | 3     | LEB Prata | 3    | Finalista              | 16–8  | 5–4 |
| 2014–15   | 2     | LEB Ouro  | 5    | Quartas de finais      | 16-12 | 0-2 |
| 2015-16   | 2     | LEB Ouro  | 10   |                        | 14-16 | –   |
| 2016-17   | 2     | LEB Ouro  | 8    | Quartas de finais      | 19-15 | 2-3 |
| 2017-18   |       |           |      |                        |       |     |